# Lawton (Iowa)
Lawton é uma cidade localizada no estado americano de Iowa, no Condado de Woodbury.

## Demografia
Segundo o censo americano de 2000, a sua população era de 697 habitantes.
Em 2006, foi estimada uma população de 759, um aumento de 62 (8.9%).

## Geografia
De acordo com o United States Census Bureau tem uma área de
1,3 km², dos quais 1,3 km² cobertos por terra e 0,0 km² cobertos por água. Lawton localiza-se a aproximadamente 361 m acima do nível do mar.

## Localidades na vizinhança
O diagrama seguinte representa as localidades num raio de 20 km ao redor de Lawton.